# ワールドサーカス
ワールドサーカス（英語: World Circus、フランス語: Monde du Cirque、ドイツ語: Zirkuswelt）は美術家ユーリ・メッセン・ジャシン（Youri Messen-Jaschin）によって1984年に結成されたスイスのサーカスアート巡業イベントである。考古学的なものから最も現代的なものまで幅広い内容のパフォーマンスを繰り広げる。

## 概要

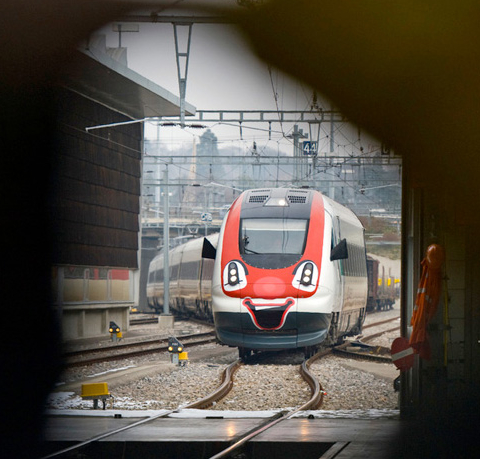
ジュネーヴ2010の際にピエロデザインに塗装されたスイス国鉄ICN

イベントは巡回先それぞれの街につき9～12ヶ月間継続して催される。興行規模は数千人ほどで、スイスを主とする世界中から千人を超えるパフォーマーが集う。曲芸師、ジャグラー、綱渡り師、行者、ピエロ、ミュージシャン、調教師、コンテンポラリーダンサー、オペラ楽団、マジシャン、パレード、パントマイマー等の様々なパフォーマーが一堂に会し、サーカスの宇宙、科学、情報的光景を映し出す。それはほとんど表現という字義そのままに多彩に、街を1年間の美の発見へといざなう。
ワールドサーカスの趣旨は芸術と都市の関係に新しい創造の道を発見することにある。イベントは主に現代創作とテクノロジーの視野を人々の幅広い好奇心のもとに届けられる。この趣旨は科学知識、工業製品、視覚創作等の異なる領域に現れる視覚的思考（visual thought）が不可逆的に変容しているという事実に動機づけられている。このような変容はコミュニケーションにおける技術、文化における革新と同種のものである。
これまでのイベント収益はすべて人道的事業に寄付されている。

### 書籍
- 1987 : Yakari, World Circus N° 153, Tout le monde du cirque à Lausanne
- 1989 : Le cirque à l'Affiche 出版 Gilles Attinger - Hauterive | スイス | ISBN 2-88256-037-0
- 1991 : Lausanne palace History and chronicles (75 years of a prestigious hotel) 出版 Presses Centrales Lausanne SA, ローザンヌ/スイス ()
- Literatur - Unterhaltung () (1985–1989)
- 2010 : Le Cirque piste de lecture () 出版 Municipal Library ジュネーブ 2010
- 2010 : Le Chapiteau imaginaire ()(出版 Bibliothèque Carouge)
- 2010 : A Horizontal Chinese scroll from the Yuan Dynasty (1279-1368) ()(出版: Guy & Myriam Ullens Foundation, ジュネーブ) (ISBN 978-2-8399-0724-8)

## 外部リンク

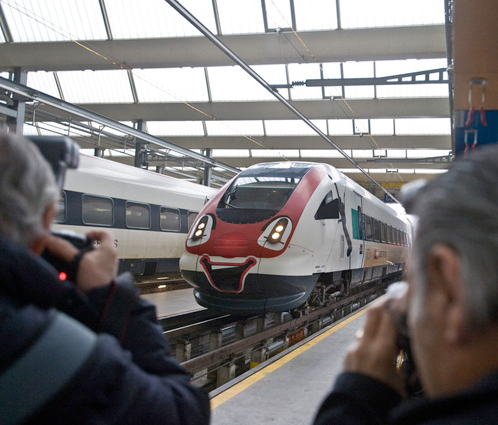
ジュネーヴ2010の際にピエロデザインに塗装されたスイス国鉄ICN

### 受賞ポスター発表
- 1987: World Circus Lausanne 1987. （スイス内務省からの受賞）()
- 2010: World Circus Geneva 2010. （スイスポスターアワードからの受賞）()